# Neosigmasoma manglunensis
Neosigmasoma manglunensis är en insektsart som beskrevs av Lu 1982. Neosigmasoma manglunensis ingår i släktet Neosigmasoma och familjen Machaerotidae. Inga underarter finns listade i Catalogue of Life.